# Ithone falcata
Ithone falcata is een insect uit de familie van de Ithonidae, die tot de orde netvleugeligen (Neuroptera) behoort. 
Ithone falcata is voor het eerst wetenschappelijk beschreven door Riek in 1974.